# Franz Josef (Nouvelle-Zélande)
La cité de Franz Josef est une petite localité de la région de la West Coast, située dans l’Île du Sud de la Nouvelle-Zélande.

## Situation
La ville de Whataroa est à 32 km au nord-est et la ville de Fox Glacier est à 23 km au sud-est.
La route State Highway 6/S H 6 passe à travers la ville de Franz Josef.
Le fleuve Waiho descend du Glacier Franz Josef vers le sud en traversant la ville jusqu’à la mer de Tasman au nord-est,.

## Population
La population de la ville de Franz Josef était de 330 habitants lors du recensement de 2006 en Nouvelle-Zélande (en).

## Toponymie
La ville est dénommée d’après le glacier François-Joseph, qui la domine, lui-même dénommé par Julius von Haast en l’honneur de l’empereur d’Autriche François-Joseph Ier d’Autriche.
La langue terminale du glacier est située à 5 km de la ville et son accessibilité en fait une attraction touristique majeur et la raison des nombreuses visites de la ville de Franz Josef.

## Installations
La ville est située à l’intérieur du parc du parc national de Westland Tai Poutini.
La ville de Franz Josef offre ainsi de nombreuses possibilités de logements pour près de 2 000 personnes, qui y restent pour la nuit en haute saison, se déployant dans les hôtels et les motels, ainsi que vers les maisons de vacances, les campings et les locations pour randonneurs. 
D’autres fonctionnalités comprennent une station service pour la fourniture d’essence, un héliport, petit mais très actif et un certain nombre de restaurants et de boutiques.
Le village est relié à la vallée du glacier Franz Josef par un chemin de randonnée et une petite route empierrée située dans la vallée et partant de la grande route juste au sud du village.
Le village de Franz Josef est aussi le siège du centre de la « West Coast Wildlife », développé en 2010 et dédicacé à l’incubation et l’élevage des 2 espèces les plus rares du monde des kiwis : le Kiwi d'Okarito ou rowi et le  Kiwi austral ou Southern brown kiwi voir Haast tokoeka.
Le centre offre pour les touristes des présentations de ces installations d’élevage de kiwis.

## Éducation
L'école  de « Franz Josef Glacier School » est une école primaire mixte pour enfants allant de l’année 1 à 8, avec un taux de décile de 9 et un effectif de 19 enfants.